# Anna Howard Shaw Day
"Anna Howard Shaw Day" é o 13.° episódio da quarta temporada da série de televisão de comédia de situação norte-americana 30 Rock, e o 71.° da série em geral. Foi realizado por Ken Whittingham e teve o seu enredo escrito por Matt Hubbard, um dos co-produtores executivos da série. O trabalho de Hubbard rendeu-lhe nomeações aos Prémios Emmy de Arte Criativa e aos Prémios da Associação de Argumentistas dos Estados Unidos (WGA). Diversos atores fizeram uma participação especial no episódio, incluindo Maechi Aharanwa, Tyler Hanes, Douglas Rees, Madeleine Rockwitz e Ashley Wigfield. Elizabeth Banks fez a sua estreia na série em um papel recorrente através deste episódio, que também viu o retorno dos atores Jon Hamm, Jason Sudeikis, Dean Winters ao seriado para desempenharem as suas respetivas personagens. O comediante Horatio Sanz foi também uma das estrelas convidadas, assim como o músico Jon Bon Jovi, que desempenhou uma versão fictícia de si mesmo.
Nos Estados Unidos, a transmissão original de "Anna Howard Shaw Day" ocorreu através da rede de televisão National Broadcasting Company (NBC) na noite de 11 de Fevereiro de 2010. De acordo com o sistema de mediação de audiências Nielsen Ratings, aquela emissão foi assistida por uma média de 6 milhões e 4 mil agregados familiares, a maior quantidade de telespetadores desde a exibição de "Secret Santa", e foi-lhe atribuída a classificação de 2,8 e 7 de share entre os telespectadores pertencentes ao perfil demográfico dos 18 aos 49 anos de idade. O episódio foi líder de audiência entre os homens dos 18-34 anos. Este foi o terceiro episódio de 30 Rock a abordar o Dia de São Valentim. O seu título é uma homenagem à sufragista Anna Howard Shaw e, além de simbolizar o desafio de Liz contra a conformidade romântica, celebra a independência feminina. A sua abordagem destes temas rendeu-lhe uma repercussão em plataformas digitais e redes sociais, levando a data de 14 de Fevereiro a ser alternativamente celebrada como o Dia de Anna Howard Shaw. Em 2018, a cidade norte-americana de Big Rapids, Michigan, reconheceu oficialmente a data com esse título.
Este foi o terceiro episódio de 30 Rock a abordar o Dia de São Valentim. Liz Lemon (interpretada por Tina Fey) tenta evitar as armadilhas da festividade marcando uma cirurgia oral, mas o seu plano sai pela culatra quando se apercebe que não tem ninguém para a ir buscar depois, como ela estará impossibilitada de sair sozinha do estabelecimento devido aos efeitos secundários da anestesia. Entretanto, o executivo Jack Donaghy (Alec Baldwin) embarca num romance competitivo com Avery Jessup (Banks), apresentadora direitista da MSNBC com quem ele partilha interesses republicanos. Paralelamente, Jenna Maroney (Jenna Maroney) lida com a perda do seu perseguidor obsessivo, levando-a a procurar conforto num esquema concebido pelo estagiário Kenneth Parcell (Jack McBrayer) para preencher o vazio dela.
De um modo geral, os críticos especialistas em televisão do horário nobre destacaram o humor acelerado de "Anna Howard Shaw Day", o diálogo inteligente e desempenho do elenco, particularmente de Banks, cuja personagem foi observada como "uma adição de uma nova energia à história de Jack." Os redatores demonstraram bastante agrado pelo humor e diálogo rápido, elogiando particularmente a química entre Jack e Avery. No entanto, houve quem considerou algumas partes como demasiado mesquinhas ou superficiais, deixando-o menos satisfatório do que os melhores episódios de 30 Rock. Mesmo assim, as participações de Hamm, Sudeikis e Winters foram igualmente apreciadas, embora alguns críticos tenham sentido que foram subaproveitadas. A subtrama de Liz provocou reações mistas, com alguns opinadores a acharem a sua amargura cansativa, enquanto outros gostaram da ligação emocional entre ela e Jack. A história do perseguidor de Jenna também dividiu os críticos, com alguns a acharem piada e outros a acharem que foi demasiado longe no absurdo.

## Produção e desenvolvimento

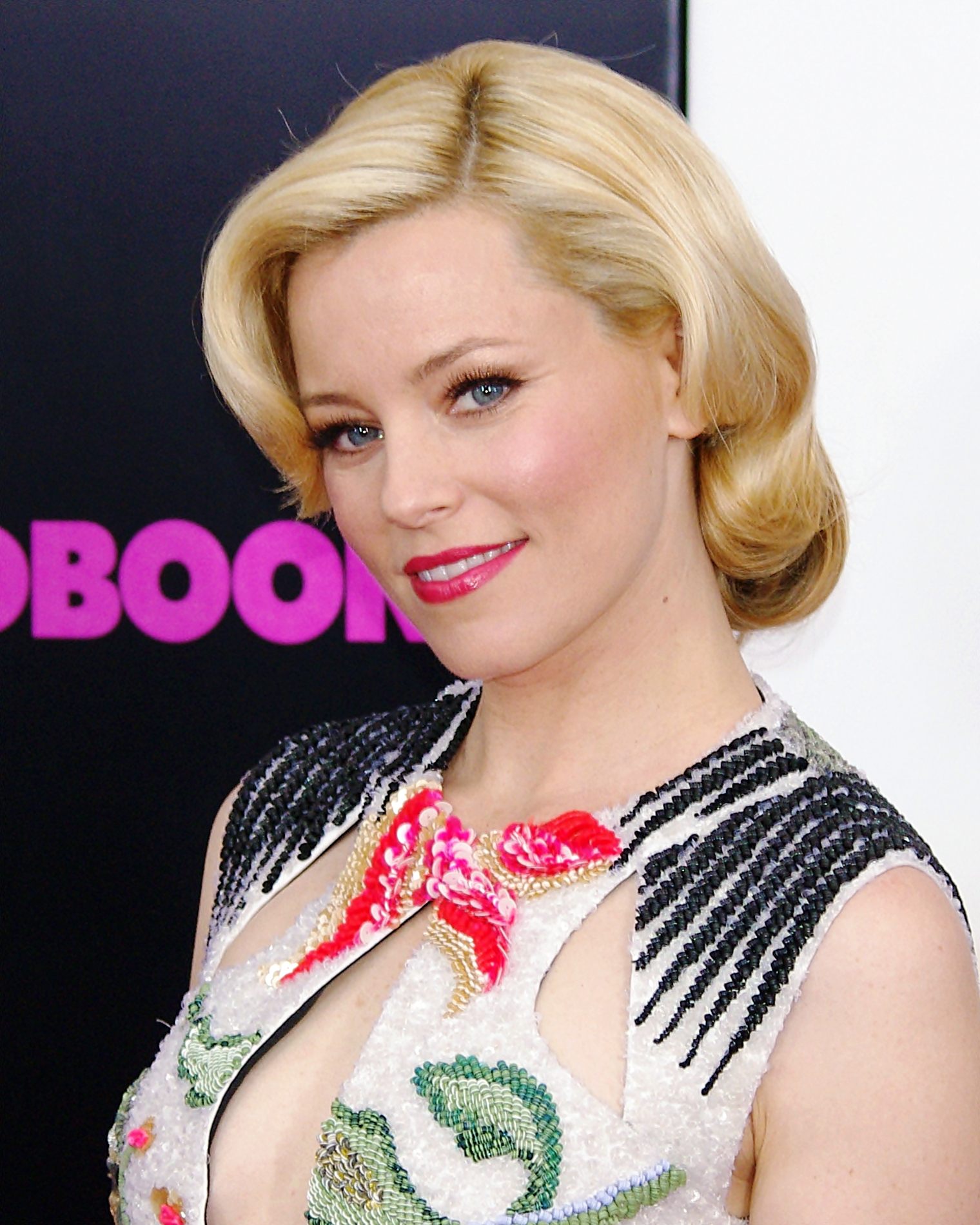
"Anna Howard Shaw Day" marcou a estreia de Elizabeth Banks (esquerda) em 30 Rock. A introdução da sua personagem foi amplamente aclamada pelos críticos.

"Anna Howard Shaw Day" é o 13.° episódio da quarta temporada de 30 Rock. As suas filmagens decorreram a 9 de Dezembro de 2009 e 27 de Janeiro de 2010 nos Estúdios Silvercup, lugar em Manhattan, Cidade de Nova Iorque, onde 30 Rock é normalmente filmado. O episódio foi realizado por Ken Whittingham, sua segunda vez a trabalhar na realização de um episódio de 30 Rock, e teve o seu enredo redigido por Matt Hubbard, na sua nona vez a receber um crédito pelo guião de um episódio da série. "Anna Howard Shaw Day" é o terceiro episódio de 30 Rock que aborda o Dia de São Valentim, após "Up All Night" e "St. Valentine's Day". No episódio, a personagem J. D. Lutz alega a existência da página online jdlutz.com/karen/proof/, que prova a veracidade da sua suposta namorada Karen Mackenzie-L'Amour-Gretzky. A página era real mas, após um tempo, foi redirecionada para a página digital de 30 Rock no domínio da NBC. O tema "I Will Remember You" (1995), co-composto e gravado por Sarah McLachlan, foi reproduzido numa cena deste episódio.
Os comediantes Jason Sudeikis e Horatio Sanz, ambos ex-integrantes do elenco do programa de televisão humorístico Saturday Night Live (SNL), fizeram participações especiais em "Anna Howard Shaw Day". Para Sudeikis, foi a sua nona participação como Floyd DeBarber e a primeira desde a segunda temporada, enquanto para Sanz, que desempenhou Maynard Roger Hoynes foi a sua única na série. O SNL, programa no qual Tina Fey — criadora, co-showrunner, produtora executiva, argumentista-chefe e estrela de 30 Rock — foi argumentista-chefe entre 1999 e 2006, tem muitas conexões com 30 Rock. 30 Rock é muitas vezes visto como um reflexo cómico do SNL, e Liz Lemon como uma versão ficcionada de Fey, encarnando as dificuldades de liderar um programa cómico num ambiente dominado por homens, tal como o seu papel na vida real no SNL. Vários outros ex-alunos do SNL já desempenharam papéis importantes ou fizeram participações especiais em 30 Rock, tais como Fred Armisen, Jimmy Fallon, Siobhan Fallon Hogan, Will Ferrell, Will Forte, Gilbert Gottfried, Bill Hader, Jan Hooks, Julia Louis-Dreyfus, Tim Meadows, Bobby Moynihan, Amy Poehler, Rob Riggle, Horatio Sanz, Molly Shannon, Jason Sudeikis, e Kristen Wiig. Tanto Tracy Morgan como Fey já integraram o elenco do SNL, com Fey tendo sido ainda a primeira apresentadora feminina do segmento Weekend Update. Além disso, membros da equipa de 30 Rock já trabalharam no SNL, como: John Lutz, argumentista entre 2003 a 2010; Beth McCarthy-Miller, realizadora entre 1995 e 2006; e Steve Higgins, argumentista e produtor de 1995 a 2009. Alec Baldwin, apesar de nunca ter integrado o elenco do SNL, detém o recorde de ser o anfitrião do programa por mais vezes, com dezassete vezes.

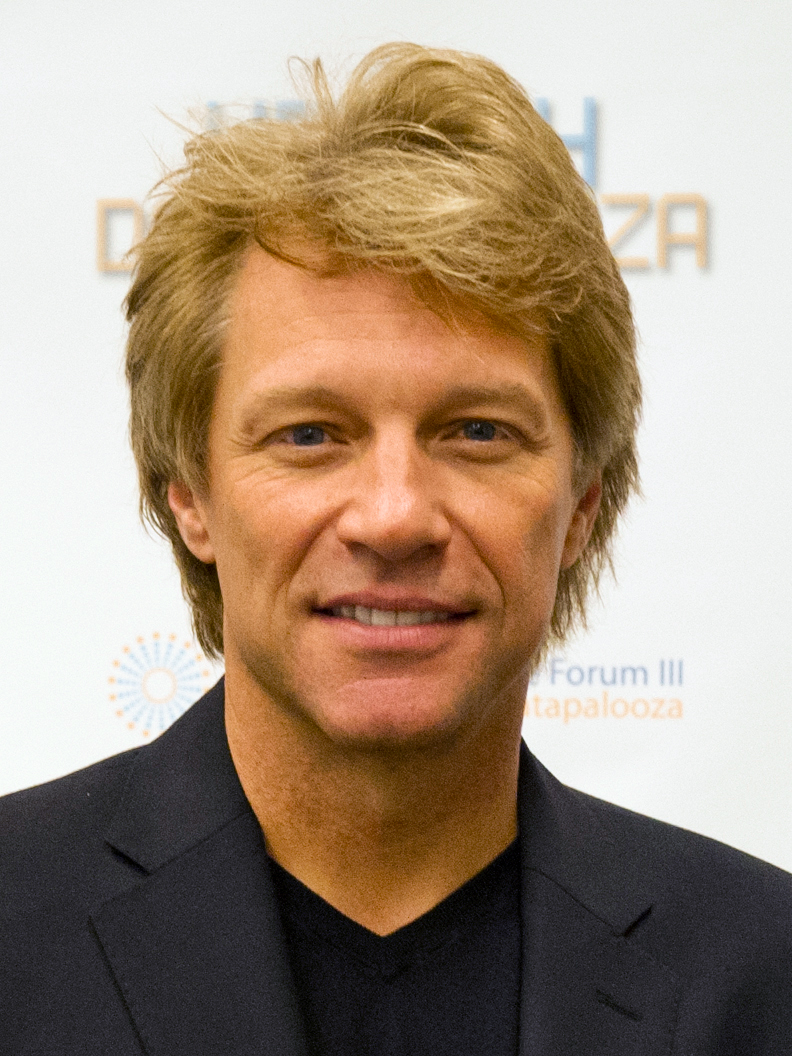
O músico Jon Bon Jovi fez uma participação neste episódio. A sua aparição fez parte do programa Artista em Residência da NBC.

A atriz Elizabeth Banks fez a sua estreia como Avery Jessup, apresentadora direitista da CNBC e interesse amoroso de Jack Donaghy, neste episódio. Avery é retratada como uma mulher poderosa, orientada para a carreira, com visões políticas conservadoras e ambição, o que a torna um forte par para Jack, de acordo com os argumentistas de 30 Rock. A participação da atriz na quarta temporada de 30 Rock foi anunciada pela rede em Dezembro de 2009. A atriz Olivia Munn fez uma audição para este papel, mas foi aparentemente considerada demasiado jovem. Banks assumiu ser uma grande fã da série e, segundo o revelado por si em entrevista à Entertainment Weekly, abordou a equipa de 30 Rock sobre uma participação, e "eles fizeram-no. Fizeram-no acontecer! Sou uma grande fã, por isso isto é um sonho tornado realidade." No entanto, ela revelou que não tinha intenção de se assumir um papel regular, pois se estava a divertir demasiado a fazer filmes para se comprometer com um programa de televisão a tempo inteiro. Ansiosa por captar a vibração de conversa rápida e de raciocínio rápido típica das personalidades dos noticiários da televisão a cabo, no seu primeiro dia de filmagens, a atriz alegadamente implorou aos produtores do seriado para usar um teleponto no cenário do programa de notícias The Hot Box, do qual a sua personagem é a apresentadora, para poder dizer as suas falas com rapidez. No entanto, durante as filmagens, problemas técnicos com o teleponto obrigaram Banks e Alec Baldwin, intérprete de Jack e produtor de 30 Rock, a recorrer à improvisação, com Banks a proferir as suas falas a um ritmo acelerado, na esperança de que a equipa conseguisse fazer a montagem. Apesar do seu bom desempenho, alguns críticos consideraram que a personagem de Avery não encontrou uma voz cómica distinta no programa, com Alan Sepinwall a referir que Avery não era tão engraçada como as mulheres anteriores com quem Jack tinha estado emparelhado. Houve também alguma controvérsia sobre quem inspirou a personagem de Avery. Circularam rumores de que ela teria sido baseada em Melissa Francis, apresentadora da CNBC na vida real, mas Banks esclareceu através do Twitter que esta história era "completamente falsa." De facto, Francis conhecia Robert Carlock da faculdade e tinha-lhe enviado ideias sobre a forma como ela poderia ser incluída na série, mas Tina Fey atribuiu a inspiração para o papel à mulher de Carlock, Jen Rogers, que também é repórter de negócios.
Outra estrela convidada em "Anna Howard Shaw Day" foi o músico Jon Bon Jovi, que desempenhou uma versão fictícia de si mesmo. A sua participação foi parte do programa Artista em Residência da NBC, do qual Bon Jovi foi o primeiro artista a ser apresentado, e aproveitou promover o seu álbum The Circle (2009). A sua aparição no episódio refletiu o seu envolvimento na vida real com a NBC, fazendo aparições humorísticas em vários programas, incluindo uma parte em que dedilha o tema do NBC Nightly News na sua guitarra e participa numa paródia da competição Top Chef. Os atores Jon Hamm e Dean Winters retornaram a "Anna Howard Shaw Day" para as suas respetivas quarta e sétima aparições como o Dr. Drew Baird e Dennis Duffy, ambos antigos namorados de Liz. Na cena final do episódio, enquanto ainda sob os efeitos da anestesia, Liz alucina sobre os seus antigos namorados — Floyd, Drew e Dennis — como enfermeiros jamaicanos. Os três intérpretes dos seus ex-namorados tiveram que adotar um sotaque jamaicano para filmar a cena. Abordando o sotaque em entrevista à revista New York, Hamm explicou que o guião "foi-me dado literalmente no dia anterior à filmagem. Disseram-me: 'Escrevemos mais algumas coisas, por isso vemo-nos amanhã.' E eu: 'OK, quanto mais pode ser? Oh, ótimo, é uma versão completamente diferente, fantástico.'" Lindsay Shaw também faz uma pequena aparição no episódio como a mulher no balcão da pizzaria quando Jenna confronta o seu perseguidor.
"Anna Howard Shaw Day" foi mais um dos episódios de 30 Rock que fez menção ao Astronauta Mike Dexter. Após ter sido mencionado pela primeira vez em "Sun Tea", no qual foi introduzido como marido imaginário perfeito de Liz, fez a sua primeira física em "Dealbreakers Talk Show #0001", no qual foi interpretado por John Anderson. Dexter seria mencionado mais tarde nesta temporada quando Liz se apercebe que a sua paixão por ele é patética e termina o relacionamento num sonho.
Judah Friedlander, intérprete do argumentista Frank Rossitano em 30 Rock, é conhecido pela sua coleção de chapéus de camionista adornados com vários slogans, frases e palavras. Esta caraterística não é apenas um adereço aleatório, mas sim uma parte integrante da personalidade de Frank e do humor da série. Segundo Friedlander, ele desenha e cria estes chapéus pessoalmente, tendo originado chapéus suficientes para usar um diferente em cada cena de 30 Rock, o que se traduz em cerca de três chapéus por episódio. O conteúdo dos chapéus de Frank reflete frequentemente a sua personalidade sarcástica, interesses peculiares ou referências à cultura popular. Alguns exemplos notáveis incluem erros ortográficos, frases nostálgicas e afirmações bizarras que dão uma ideia do carácter de Frank antes mesmo de ele falar. Ocasionalmente, os chapéus são incorporados no enredo, acrescentando uma camada extra de comédia. A personalidade de Friedlander na vida real também envolve o uso de chapéus semelhantes durante as suas atuações de comédia stand-up. Muitas vezes, ostenta nesses chapéus títulos ou capacidades ultrajantes, como "Campeão do Mundo" em diversas línguas, o que contrasta humoristicamente com o seu comportamento descontraído. Em "Anna Howard Shaw Day", Frank usa bonés que leem "Dial-Up Access" e "Intestinal Fortitude."

## Enredo
Liz Lemon (Tina Fey) vai fazer um tratamento de canal radicular. Para evitar sentir-se sozinha no Dia de São Valentim, marca a cirurgia para esse dia, mas logo se apercebe que vai precisar de alguém que a acompanhe até casa, devido aos efeitos secundários da anestesia. Ela pede uma boleia aos seus colegas de trabalho, mas todos eles têm planos para o dia e não podem ajudar. Quando Liz liga para o consultório do dentista para dizer que não tem ninguém para a ir buscar, a rececionista (Shinnerrie Jackson) informa-a de que, após o procedimento, só pode sair sozinha se assinar um termo de responsabilidade. Liz inicialmente pretende assinar o documento, mas é dissuadida numa festa pelo músico Jon Bon Jovi, e decide dizer à rececionista que afinal tem boleia para casa.
Entretanto, Jack Donaghy (Alec Baldwin) faz uma aparição em The Hot Box, um programa da CNBC. Ele interage com a apresentadora do programa, Avery Jessup (Elizabeth Banks), e os dois flertam durante a transmissão. Avery e Jack partilham pontos de vista republicanos e ela convida-o a tomar uma bebida depois do programa, o que ele aceita. Os dois acabam por embarcar numa série de encontros, tanto bem sucedidos como mal sucedidos. Num desses encontros, Jack convida-a para uma festa VIP do programa de televisão TGS with Tracy Jordan (TGS) que ele organizou às pressas, e pede a ajuda de Jon Bon Jovi para vir falar com eles, numa tentativa de impressionar a bem sucedida Avery. No entanto, quando Bon Jovi se aproxima deles, Jack ignora-o devido à sua própria conversa intrigante com Avery, que a impressiona ainda mais. Depois da festa, os dois vão ao apartamento de Jack e acabam por dormir juntos.
Simultaneamente, Jenna Maroney (Jane Krakowski) começa a preocupar-se com o facto de o seu perseguidor, Maynard Roger Hoynes (Horatio Sanz), ter perdido o interesse por ela. Jenna encontra Maynard e as suas suspeitas são confirmadas, depois de ele lhe dizer que o seu terapeuta o encorajou a parar a sua obsessão por ela e a seguir em frente. Mais tarde, o estagiário Kenneth Parcell (Jack McBrayer) encontra Jenna chateada no seu camarim. Depois de uma conversa com ela, Kenneth fica confuso com a razão pela qual Jenna sente falta do seu perseguidor, levando-a a revelar que Maynard foi a relação mais longa que ela já teve. No dia seguinte, Jenna entra no seu camarim e vê que a sua fotografia tem inscrita a frase "I want to eat your boogers." Jenna fica comovida ao descobrir que Kenneth é o responsável pelo graffiti e agradece-lhe pela sua consideração.
No dia de São Valentim, Liz vai à consulta no dentista e diz à rececionista que não assinou o termo de responsabilidade. Após a cirurgia, Liz assegura à equipa do dentista que a anestesia não está a ter qualquer efeito sobre ela e que sente-se saudável o suficiente para ir para casa sozinha. No átrio, Liz vê os seus antigos namorados Drew Baird (Jon Hamm), Dennis Duffy (Dean Winters) e Floyd DeBarber (Jason Sudeikis), e fica comovida por eles terem voltado para que ela não ficasse sozinha no Dia dos Namorados. No entanto, Liz está a alucinar e as pessoas que vê como Drew, Dennis e Floyd são na realidade as três mulheres jamaicanas que são assistentes dentárias no consultório do cirurgião oral. Uma delas telefona a Jack perguntando-lhe se pode ir buscar Liz e levá-la a casa. Jack tinha acabado de passar a noite com Avery, que pensa que o telefonema foi inventado por Jack como uma desculpa para terminar o encontro, mas quando ele a convida para ir com ele, ela fica impressionada com a sua bondade para com Liz.

## Referências culturais

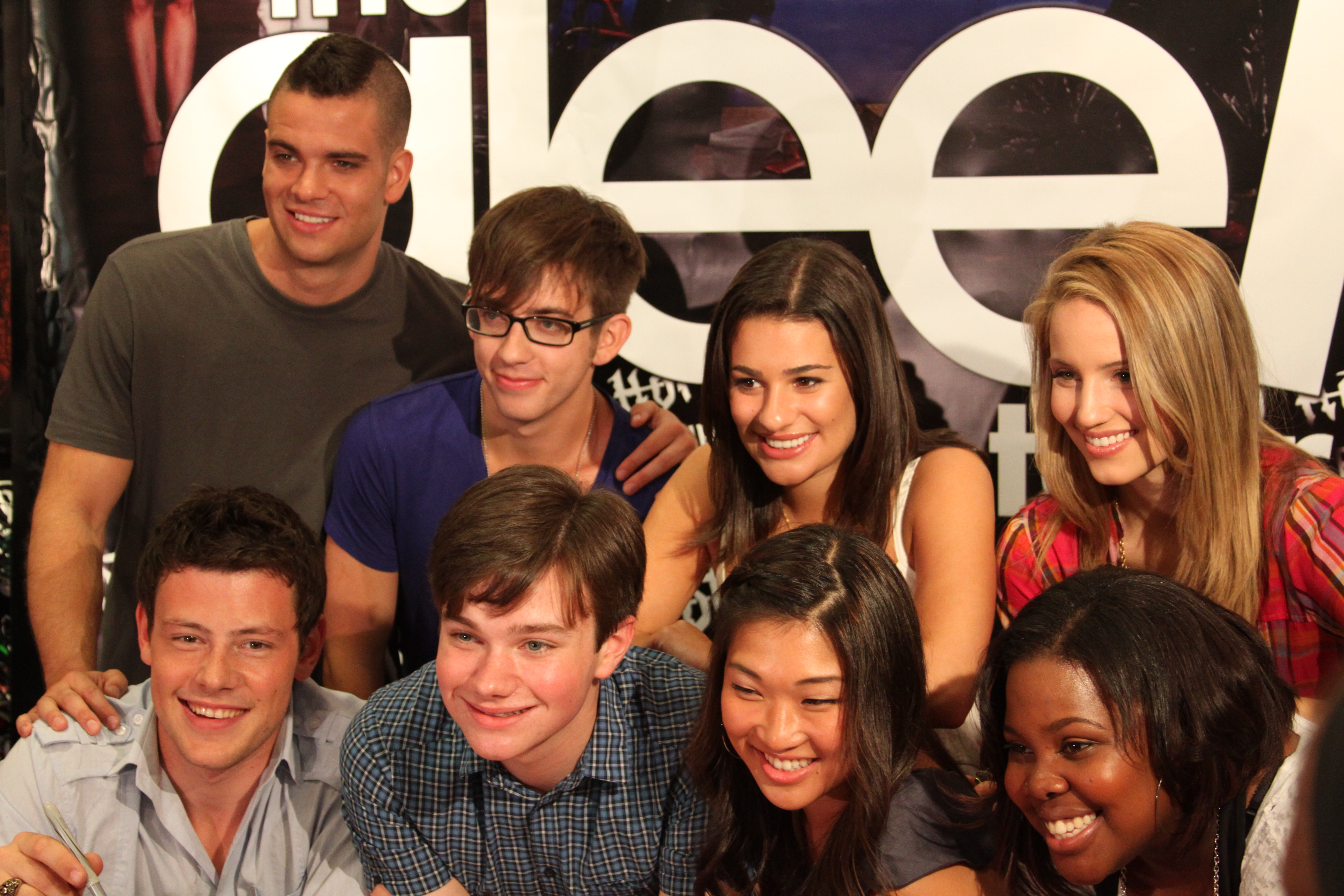
O elenco da série de televisão Glee foi mencionado em "Anna Howard Shaw Day".

## Transmissão e repercussão

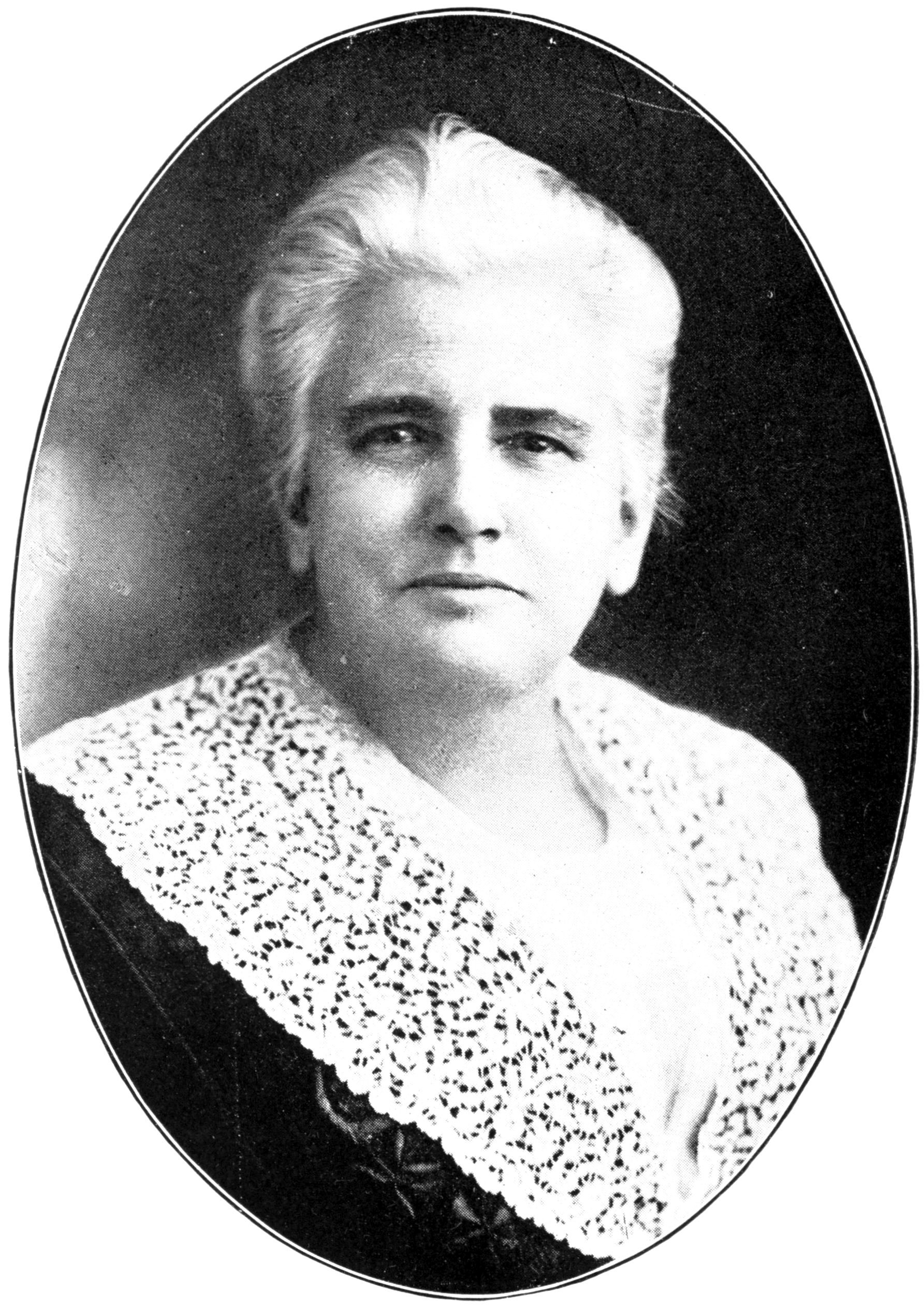
O título do episódio é uma homenagem a Anna Howard Shaw, cuja celebração do aniversário gerou repercussão após ser mencionada neste episódio.

### Reconhecimento

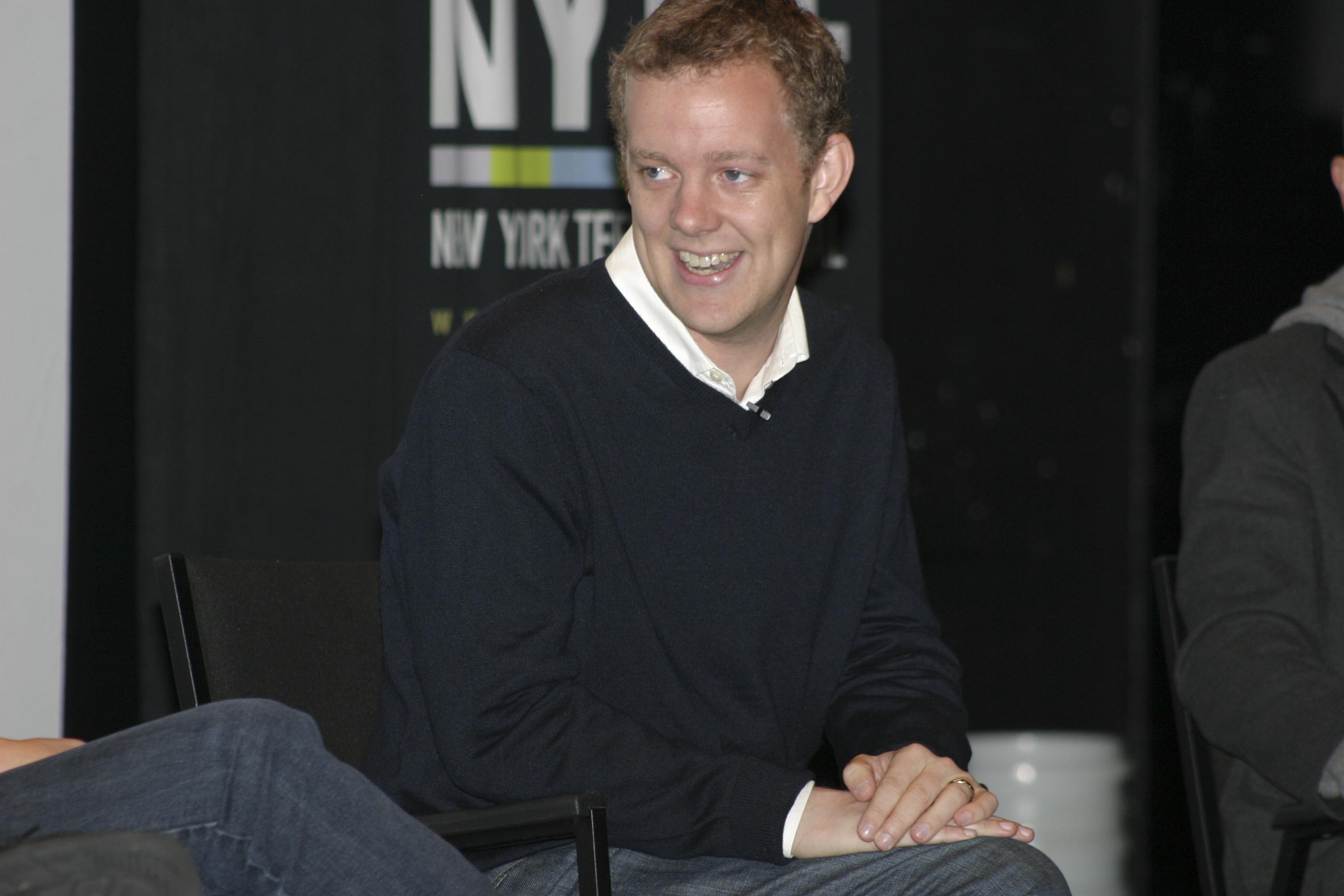
"Anna Howard Shaw Day" foi o 9.° episódio de 30 Rock cujo guião foi escrito por Matt Hubbard. Ele foi nomeado a dois prémios pelo seu trabalho.